# 銳頭銀魚
銳頭銀魚（学名：Salanx acuticeps），又名尖頭銀魚，为胡瓜魚科銀魚屬下的一个种。目前已滅絕。

## 扩展阅读
- 維基物種上的相關：銳頭銀魚